# وستلند ایرکرفت

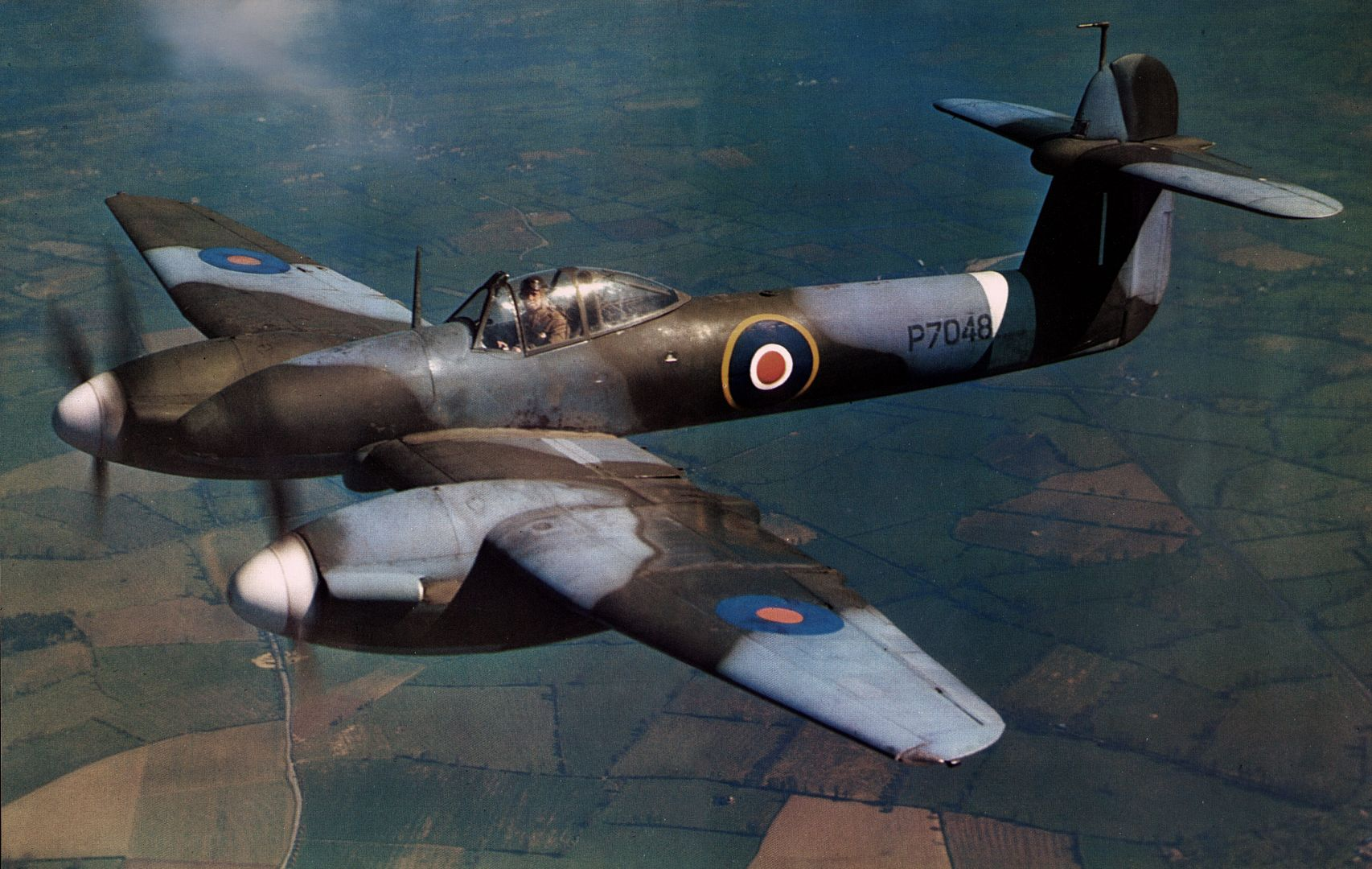
جنگندهٔ سنگین وست‌لند ویرل‌ویند در زمان جنگ جهانی دوم

وستلند ایرکرفت (انگلیسی: Westland Aircraft) یک شرکت انگلیسی فعال در حوزه هوافضاست که در شهرستان سامرست واقع شده‌است. این شرکت از سال ۱۹۱۵ هواپیما می‌ساخته‌است. طراحی‌های این شرکت در زمان جنگ‌های جهانی عمدتاً ناموفق بودند.
این شرکت در سال ۱۹۶۱ با چند شرکت دیگر ادغام و وارد حوزهٔ ساخت هلی‌کوپتر شد.